# Crocus chrysanthus
Il croco della neve (Crocus chrysanthus (Herb.) Herb.) è una pianta bulbosa appartenente alla famiglia delle Iridaceae.

## Descrizione

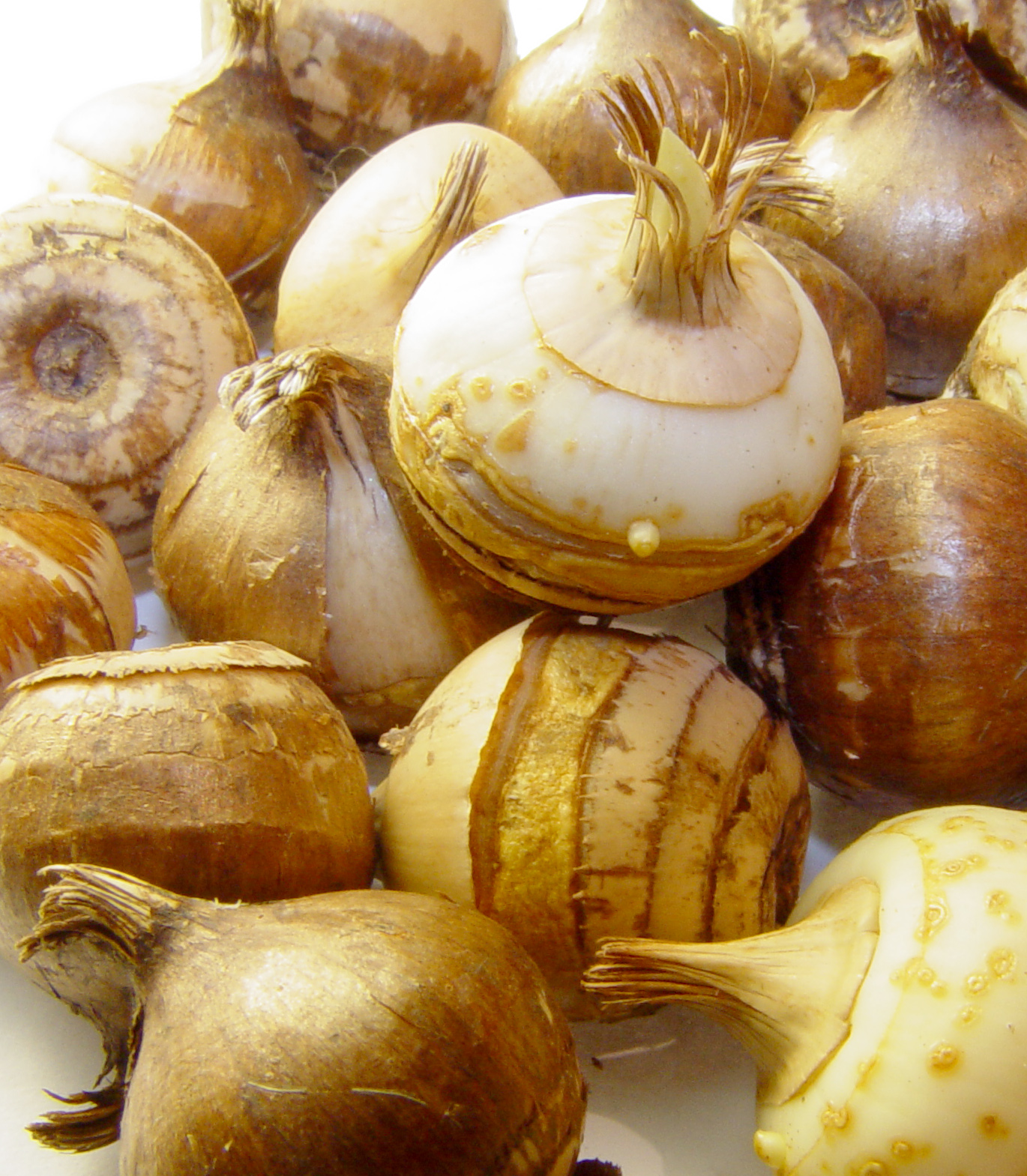
I bulbi
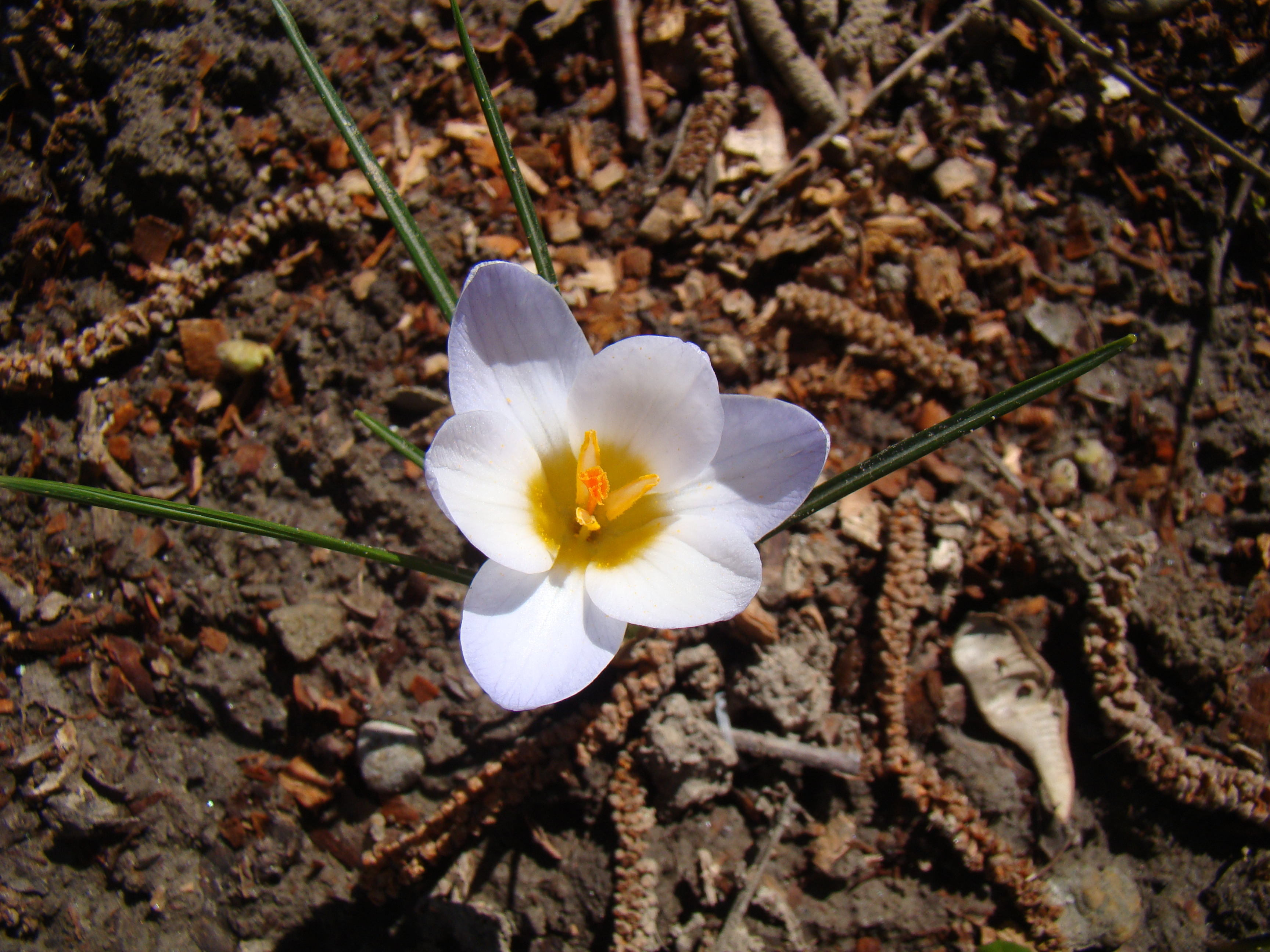
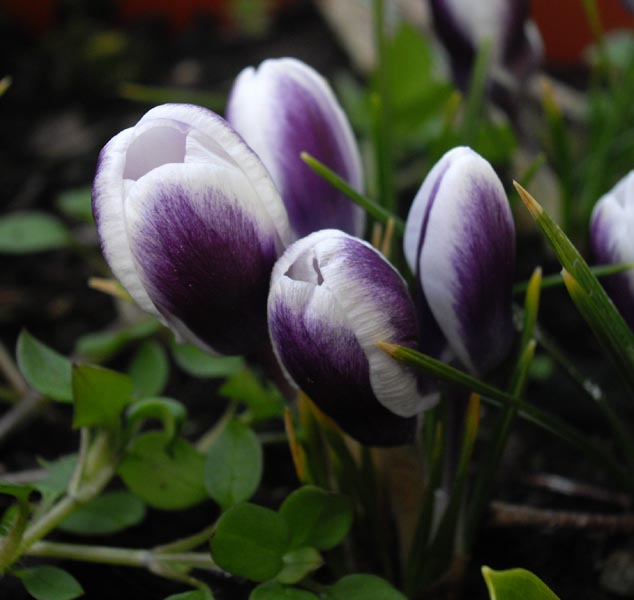
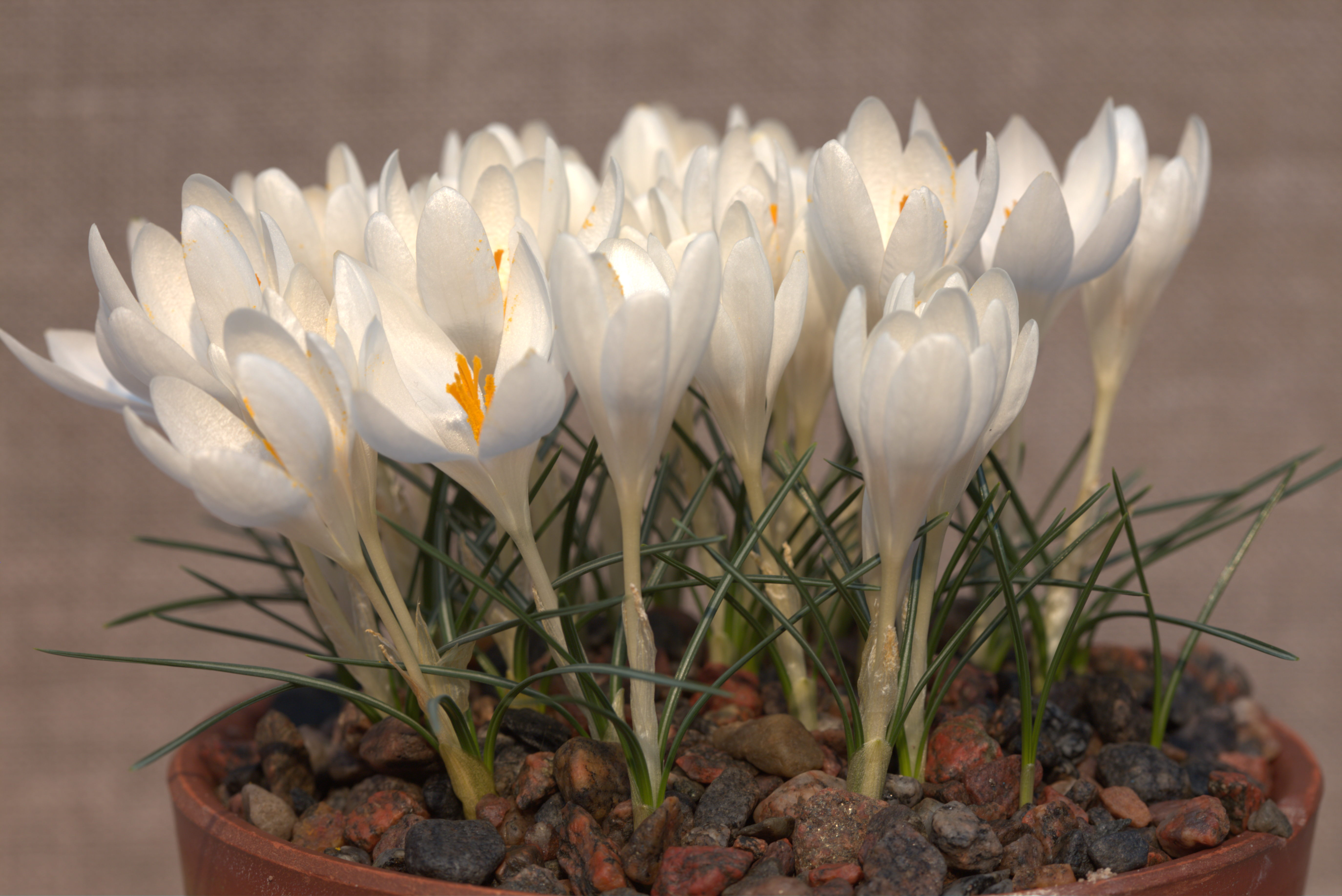
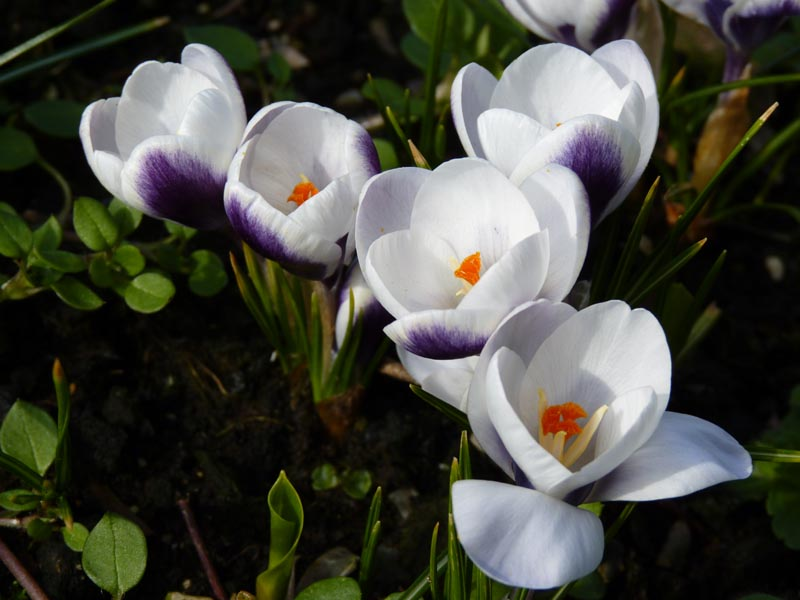

## Distribuzione e habitat
La specie è diffusa nella penisola balcanica e in Asia minore.